# Trentino Basket Cup 2019
Il Torneo Trentino Basket Cup 2019 si è svolta  dal 30 al 31 luglio 2019.

Gli incontri si sono disputati nella città di Trento nell'omonimo impianto.

## Squadre partecipanti
1. Costa d'Avorio
2. Italia
3. Romania
4. Svizzera

## Risultati
Semifinali
| Trento 30 luglio 2019, ore 18:00 | Svizzera | 68 – 69 | Costa d'Avorio | PalaTrento |

| Trento 30 luglio 2019, ore 20:30 | Italia | 88 – 60 | Romania | PalaTrento |

Finali
- 3º-4º posto

| Trento 31 luglio 2019, ore 18:00 | Svizzera | 86 – 66 | Romania | PalaTrento |

- 1º-2º posto

| Trento 31 luglio 2019, ore 20:30 | Italia | 69 – 58 | Costa d'Avorio | PalaTrento |

## Classifica
| -  | Team           |
| -- | -------------- |
| 1. | Italia         |
| 2. | Costa d'Avorio |
| 3. | Svizzera       |
| 4. | Romania        |